# John Shirley

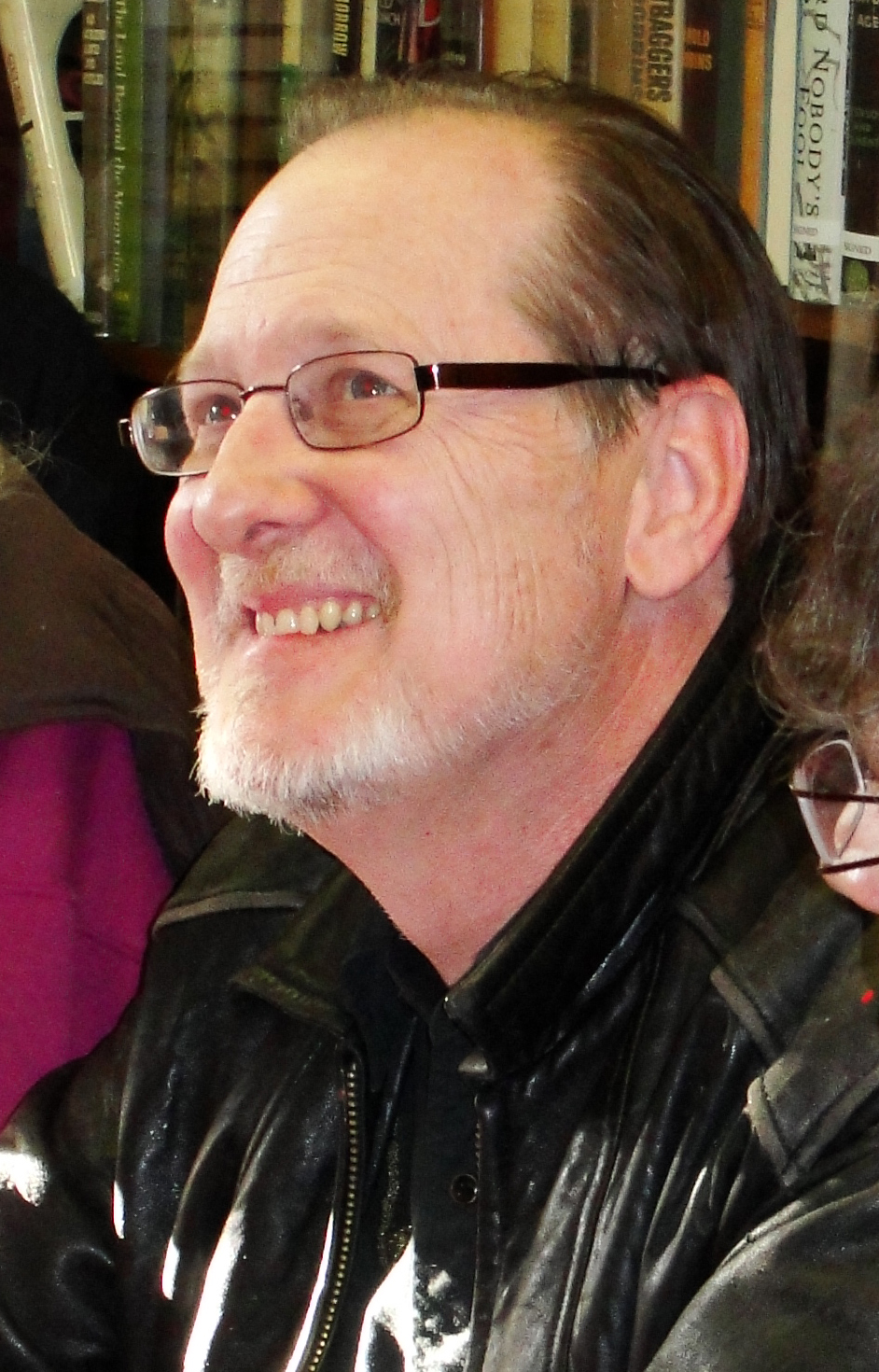
John Shirley, vor 2011

John Patrick Shirley (* 10. Februar 1953 in Houston, Texas) ist ein US-amerikanischer Science-Fiction-Autor, Punk-Musiker und -texter sowie Drehbuchautor. Er lebt seit vielen Jahren in San Francisco.

## Werdegang
Shirley ist einer der ersten Autoren des Cyberpunks. Bekannt wurde er vor allem durch die A Song Called Youth-Trilogie (auf Deutsch als Eclipse erschienen). Die Romane spielen in einem dystopischen Europa, Nebenhandlungen auch in Nordamerika. Nach Ausbruch des Krieges zwischen West- und Ostblock liegen große Teile von Europa in Trümmern. Die NATO hat die militärische Kontrolle des Gebiets an eine private Organisation vergeben; diese Organisation wird von faschistischen fundamentalistischen Christen kontrolliert, die ihre politische Vision in Europa umsetzen wollen. Die Hauptfiguren der Trilogie sind Abenteurer, die sich mit anderen Kräften wie zum Beispiel dem Mossad zu einer kleinen Untergrundtruppe vereinigen, um Widerstand zu leisten.
1999/2000 wurden die Bücher der A Song Called Youth-Trilogie in einer überarbeiteten Version neu veröffentlicht.
Im Gegensatz zu anderen Autoren des Genres wie Bruce Sterling oder Neal Stephenson ist Shirley ein wesentlich konventionellerer Autor. Weder liegt ihm sonderlich viel an den High-Tech-Experimenten noch versucht er neue ethische Grundsätze zu finden, die menschliches Zusammenleben in der hochmodernen Hyperkomplexität ermöglichen. Shirleys Geschichten sind in der klassischen Logik des Unten-gegen-Oben, des Kampfs des Individuums gegen die Organisation geschrieben. Ein besonderes Flair gewinnen die Romane dadurch, dass Shirley selbst aktives Mitglied der Punk-Szene ist und sich dadurch gut in das Gruppenerlebnis kleiner, marginalisierter, widerständischer Gruppen einfühlen kann.
Als Drehbuchautor hat er unter anderem mit David J. Schow das Skript zu dem Film The Crow – Die Krähe (1994) geschrieben.

## Kritik
- Detlef Hedderich über die Eclipse-Trilogie: „Die Implikationen des Stoffes: den Nationalsozialismus in Allianz mit den christlichen Fundamentalisten, ist dabei sicherlich keine grundlegend verkehrte, wenn auch ziemlich radikale Vorstellung. All dies hat Shirley mit seiner flüssigen Schreibweise und seinen hautnahen Schilderungen in ein spannungsgeladenenes Sprachgewand gekleidet, so daß selbst jene - dieser oft schon dargestellten Problemzusammenhänge in der sogenannten ‚ernsthaften‘ Literatur - längst überdrüssig geglaubten Leser auf ihre Kosten kommen.“[1]

## Auszeichnungen
- 1998: International Horror Guild Award für Cram
- 1999: Bram Stoker Award für Black Butterflies: A Flock on the Dark Side
- 1999: International Horror Guild Awards für Black Butterflies: A Flock on the Dark Side

## Bibliografie
Die Serien sind nach dem Erscheinungsjahr des ersten Teils geordnet.
Quill Tripstickler (Kurzgeschichtenserie)
- Undermuck with Quill Tripstickler (1980)
- Quill Tripstickler Eludes a Bride (1980)
  - Deutsch: Quill Tripstickler entkommt einer Braut. In: Hitzefühler. 1991.
- Quill Tripstickler Out the Window (1981)
- Quill Tripstickler Hits Bottim (1982)

The Specialist (als John Cutter)
- 1 A Talent for Revenge (1984)
- 2 Manhattan Revenge (1984)
- 3 Sullivan's Revenge (1984)
- 4 The Psycho Soldiers (1984)
- 5 The Maltese Vengeance (1984)
- 6 The Big One (1984)
- 7 The Vendetta (1985)
- 8 One-Man Army (1985)
- 9 Vengeance Mountain (1985)
- 10 Beirut Retaliation (1985)
- 11 American Vengeance (1985)

Traveler (als D. B. Drumm)
- 1 First, You Fight (1984)
- 2 Kingdom Come (1984)
- 3 The Stalkers (1984)
- 4 To Kill a Shadow (1984)
- 5 Road War (1985)
- 6 Border War (1985)
- 8 Terminal Road (1986)

A Song Called Youth / Eclipse
- 1 Eclipse (1985)
  - Deutsch: Eclipse. Heyne Science Fiction & Fantasy #4721, 1990, ISBN 3-453-04306-5. Auch als: Eclipse: Sonnenfinsternis. Argument (Ariadne Social Fantasies #2066), 2001, ISBN 3-88619-966-5.
- 2 Eclipse Penumbra (1988)
  - Deutsch: Eclipse Penumbra. Heyne Science Fiction & Fantasy #4722, 1991, ISBN 3-453-04307-3. Auch als: Eclipse: Halbschatten. Argument (Ariadne Social Fantasies #5008), 2002, ISBN 3-88619-972-X.
- 3 Eclipse Corona (1990)
  - Deutsch: Eclipse Corona. Heyne Science Fiction & Fantasy #4723, 1991, ISBN 3-453-04461-4. Auch als: Eclipse: Feuersturm. Argument (Ariadne Social Fantasies #5009), 2004, ISBN 3-88619-340-3.
- A Song Called Youth (2012, Sammlung von 1–3)

Die bei Heyne erschienenen Ausgaben wurden von Peter Robert übersetzt. Die bei Argument erschienenen Neuausgaben wurden aufgrund der Übersetzung von Robert von Hannes Riffel (Bd. 1), Dietmar Dath (Bd. 2) und Kirsten Gleinig (Bd. 3) entsprechend der von Shirley überarbeiteten Fassung übersetzt.
John Constantine: Hellblazer (Tie-ins zur Comicserie)
- Constantine (2005)
- War Lord (2006)
- Subterranean (2006)

Borderlands (Tie-ins zum Videospiel)
- 1 The Fallen (2011)
  - Deutsch: Borderlands – Psycho-Terror. Übersetzt von Andreas Kasprzak. Panini, Stuttgart 2014, ISBN 978-3-8332-2758-5.
- 2 Unconquered (2012)
  - Deutsch: Borderlands – unbesiegbar. Übersetzt von Andreas Kasprzak & Tobias Toneguzzo. Panini, Stuttgart 2014, ISBN 978-3-8332-2822-3.
- 3 Gunsight (2013)

Romane
- Dracula in Love (1979)
- Transmaniacon (1979)
- City Come A-Walkin’ (1980)
  - Deutsch: Rebellion der Stadt. Übersetzt von Joachim Körber. Droemer Knaur (Knaur Science Fiction & Fantasy #5753), 1982, ISBN 3-426-05753-0. Auch als: Stadt geht los. Übersetzt von Hannes Riffel. Argument (Ariadne Social Fantasies #2054), 2000, ISBN 3-88619-954-1.
- Three-Ring Psychus (1980)
  - Deutsch: Die PSI-Armee. Droemer Knaur (Knaur Science Fiction & Fantasy #5762), 1983, ISBN 3-426-05762-X.
- The Brigade (1981)
  - Deutsch: Die Wochenend-Morde. Heyne, 1982, ISBN 3-453-10585-0.
- Cellars (1982)
  - Deutsch: Kinder der Hölle: Horror unter New Yorks Straßen. Heyne Die unheimlichen Bücher #9, 1984, ISBN 3-453-44063-3.
- In Darkness Waiting (1988)
- A Splendid Chaos (1988)
  - Deutsch: Ein herrliches Chaos. Heyne Science Fiction & Fantasy #4684, 1990, ISBN 3-453-04267-0.
- The Black Hole of Carcosa (1988, Kamus of Kadizhar #2)
- Wetbones (1992)
- Silicon Embrace (1996)
  - Deutsch: Es werde Licht. Argument (Ariadne Social Fantasies #2046), 1999, ISBN 3-88619-946-0.
- … And the Angel with Television Eyes (2001)
- The View from Hell (2001)
  - Deutsch: In der Hölle. Edition Phantasia (Phantasia Paperback Horror #3008), 2007, ISBN 978-3-937897-22-6.
- Demons (2002)
- Spider Moon (2002)
- Crawlers (2003)
- Doom (2005, Romanfassung zur Videospielverfilmung Doom – Der Film)
  - Deutsch: Doom : Der offizielle Roman zum Film. Übersetzt von Firouzeh Akhavan-Zandjani. Panini, Stuttgart 2005, ISBN 3-8332-1217-9.
- Batman: Dead White (2006, Tie-in zur Comicserie Batman)
- Forever Midnight (2006, Tie-in zur Predator-Filmserie)
- The Other End (2007)
- 13 Steel Egg (2007, Aliens-Tie-in)
- Black Glass: The Lost Cyberpunk Novel (2008)
- Bleak History (2009)
- Bioshock: Rapture (2011, Tie in zum Videospiel BioShock)
  - Deutsch: Bioshock – Rapture. Übersetzt von Tobias Toneguzzo & Andreas Kasprzak. Panini, Stuttgart 2011, ISBN 978-3-8332-2325-9.
- Everything Is Broken (2012)
- Resident Evil: Retribution - The Official Movie Novelization (2012)
- Doyle After Death (2013)
- Grimm: The Icy Touch (2013, Tie-in zur Fernsehserie Grimm)
  - Deutsch: Grimm Teil 1 : Der eisige Hauch. Cross cult, Ludwigsburg 2013, ISBN 978-3-86425-305-8.
- Halo: Broken Circle (2014, Tie-in zur Spieleserie Halo)
  - Deutsch: Halo: Der zerbrochene Kreis. Übersetzt von Andreas Kasprzak. Panini, Stuttgart 2015, ISBN 978-3-8332-3009-7.
- Watch Dogs : Dark Clouds (2014, Tie-in zum Videospiel Watch Dogs)
  - Deutsch: Watch Dogs – aus den Schatten. Panini, Stuttgart 2015, ISBN 978-3-8332-3010-3.

Sammlungen
- Heatseeker (1989)
  - Deutsch: Hitzefühler. Heyne Science Fiction & Fantasy #4825, 1991, ISBN 3-453-05012-6.
- New Noir (1993)
- The Exploded Heart (1996)
- Black Butterflies: A Flock on the Dark Side (1998)
- Really, Really, Really, Really, Weird Stories (1999)
- Darkness Divided (2001)
- Living Shadows: Stories: New and Preowned (2007)
- In Extremis: The Most Extreme Short Stories of John Shirley (2011)
- Z-Boyz in the Robot Graveyard (2012, Zombies vs. Robots #2)
- Lovecraft Alive! (2016)

Kurzgeschichten
- The Word “Random”, Deliberately Repeated (1973)
- Cold Feet (1974)
- Silent Crickets (1975)
  - Deutsch: Stumme Grillen. In: Hitzefühler. 1991.
- Uneasy Chrysalids, Our Memories (1975)
  - Deutsch: Leichenhaft verpuppte Falter, unsere Erinnerungen. Übersetzt von Sylvia Pukallus. In: Werner Fuchs (Hrsg.): Visum für die Ewigkeit. Droemer Knaur (Knaur Science Fiction & Fantasy #5743), 1982, ISBN 3-426-05743-3. Auch als: Lästige Schmetterlingspuppen, unsre Gedanken. Übersetzt von Norbert Stöbe. In: Hitzefühler. 1991.
- What He Wanted (1975)
- Tricentennial (1976)
  - Deutsch: Unter dem Sternenbanner — 2076. In: H. J. Alpers (Hrsg.): Kopernikus 13. Moewig Science Fiction #3684, 1985, ISBN 3-8118-3684-6.
- Under the Generator (1976)
  - Deutsch: Unter dem Generator. In: H. J. Alpers (Hrsg.): Der große Ölkrieg. Moewig Science Fiction #3531, 1981, ISBN 3-8118-3531-9. Auch als: Unter dem Generator. In: Hitzefühler. 1991.
- The Almost Empty Rooms (1977)
  - Deutsch: Die fast leeren Räume. In: Hitzefühler. 1991.
- Two Strangers (1977)
  - Deutsch: Zwei Fremde. In: Birgit Reß-Bohusch? (Hrsg.): Isaac Asimovs Science Fiction Magazin 1. Folge. Heyne Science Fiction & Fantasy #3608, 1978, ISBN 3-453-30515-9.
- Shadow of a Snowstorm (1977)
- Tahiti in Terms of Squares (1978)
  - Deutsch: Tahiti zum Quadrat. In: Hitzefühler. 1991.
- Will the Chill (1979)
- The Gunshot (1980)
  - Deutsch: Der Schuß. In: Hitzefühler. 1991.
- The Belonging Kind (1981) with William Gibson
  - Deutsch: Zubehör. Cyberspace	1988-00-00	William Gibson	Heyne (Heyne Science Fiction & Fantasy #4468)	3-453-00993-2 1988.
- Triggering (1982)
  - Deutsch: Der Knoten. In: Hitzefühler. 1991.
- What Cindy Saw (1983)
  - Deutsch: Was Cindy sah. In: Hitzefühler. 1991.
- ... And the Angel with Television Eyes (1983)
- A Song Called Youth (1984)
- Freezone (1985)
  - Deutsch: Freezone. In: Bruce Sterling (Hrsg.): Spiegelschatten. Heyne Science Fiction & Fantasy #4544, 1988, ISBN 3-453-03133-4.
- The Unfolding (1985) with Bruce Sterling
  - Deutsch: Die Entfaltung. In: Michael Nagula (Hrsg.): Atomic Avenue. Heyne Science Fiction & Fantasy #4704, 1990, ISBN 3-453-04287-5. Auch als: Die Erscheinung. In: Hitzefühler. 1991.
- The Incorporated (1985)
- Parakeet (1987)
- Ticket to Heaven (1987)
  - Deutsch: Fahrkarte zum Himmel. In: Hitzefühler. 1991.
- Wolves of the Plateau (1988)
  - Deutsch: Wölfe des Plateaus. Übersetzt von Peter Robert. In: Michael Nagula (Hrsg.): Atomic Avenue. Heyne Science Fiction & Fantasy #4704, 1990, ISBN 3-453-04287-5. Auch als: Wölfe des Plateaus. Übersetzt von Norbert Stöbe. In: Hitzefühler. 11991.
- Six Kinds of Darkness (1988)
  - Deutsch: Sechs Arten Dunkelheit. In: Hitzefühler. 1991.
- The Peculiar Happiness of Professor Cort (1988)
  - Deutsch: Das sonderbare Glück des Professor Cort. In: Hitzefühler. 1991.
- You Are the Emperor! (1988)
- Sleepwalkers (1988)
  - Deutsch: Schlafwandler. In: Hitzefühler. 1991.
- Shaman (1988)
- What It's Like to Kill a Man (1989)
  - Deutsch: Wie es sich anfühlt, einen Menschen zu töten. 1991.
- Equilibrium (1989)
  - Deutsch: Gleichgewicht. In: Hitzefühler. 1991.
- I Live in Elizabeth (1989)
  - Deutsch: Ich lebe in Elizabeth. In: Hitzefühler. 1991.
- Recurrent Dreams of Nuclear War Lead B. T. Quizenbaum Into Moral Dissolution (1989)
  - Deutsch: Wiederkehrende Träume vom Atomkrieg stürzen B.T. Quizenbaum in geistige Verwirrung. In: Hitzefühler. 1991.
- Screens (1989)
- Shattered Shadow (excerpt from Eclipse Corona) (1989)
- Shattered Shadow (second excerpt from Eclipse Corona) (1989)
- 199619971998 (1990)
- Delia and the Dinner Party (1990)
- The Last Ride (1990)
- When Enter Came (1990)
- Reward and Punishment, Ha Ha (1990)
- Jody and Annie on TV (1991)
- Pearldoll (1991)
- V, H, and You (1991)
- The Prince (1991)
- Woodgrains (1991)
- A Walk Through Beirut (1991)
- Just Like Suzie (1991)
- Ash (1991)
- "I Want to Get Married" Says World's Smallest Man! (1992)
- Flaming Telepaths (1992)
  - Deutsch: Lodernde Telepathen. In: Walter Diociaiuti (Hrsg.): Masters of Unreality. Eloy Edictions Amygdala, 2007, ISBN 978-3-938411-12-4.
- Lot Five, Building Seven, Door Twenty-Three (1992)
- Where It's Safe (1992)
- Skeeter Junkie (1993)
- Sweet Armageddon (1993)
- The Rubber Smile (1993)
- How Deep the Taste of Love (1993)
- Barbara (1995)
- War and Peace (1995)
- You Hear What Buddy and Ray Did? (1995)
- Aftertaste (1996)
- In the Cornelius Arms (1996)
- Vreedeez, Hermiss and You (1996)
- Epilogue (1996)
- Fragments of an Exploded Heart (1996)
- Abducting Aliens (1997)
- Cram (1997)
- What Would You Do for Love? (1997)
- Preach (1997)
- Answering Machine (1998)
- Black Hole Sun, Won't You Come? (1998)
- The Exquisitely Bleeding Heads of Doktur Palmer Vreedeez (1998)
- The Footlite (1998)
- Tapes 12, 14, 15, 22 and 23 (1998)
- Ten Things to Be Grateful For (1998)
  - Deutsch: Zehn Dinge, für die wir dankbar sein sollten. In: Hardy Kettlitz (Hrsg.): Alien Contact, Nummer 37. Edition Avalon, 2000.
- Wings Burnt Black (1998)
- Brittany? Oh: She's in Translucent Blue (1999)
- Don't Be Afraid (1999)
- Kindred Spirits (1999)
- Modern Transmutations of the Alchemist (1999)
- Morons at the Speed of Light (1999)
- Preach: Part Two: The Apocalypse of the Reverend John Shirley (1999)
- The Sea Was Wet as Wet Could Be (1999)
- The Sweet Caress of Mother Nature (1999)
- To Make Children Good (1999)
- Voices (1999)
- What Joy! What Fulfillment! (1999)
- Occurrence at Owl Street Ridge (1999)
- Demons (2000)
- Mask Game (2000)
- Nineteen Seconds (2000)
- Sweetbite Point (2000)
- Learn at Home! Your Career in Evil! (2000)
- Her Hunger (2001)
- In the Road (2001)
- My Victim (2001)
- One Stick, Both Ends Sharpened (2001)
- Pockets (2001) with Rudy Rucker
- Tighter (2001)
- Whisperers (2001)
- Your Servants in Hell (2001)
- The Claw Spurs (2001)
- Gotterdammergun (2002)
- Connor Versus Puppet Head on Killmaster3 (2003)
- Screw (2003)
- Miss Singularity (2005)
- Blind Eye (2006) with Edgar Allan Poe
- Technotriptych (2006)
- Provocatourist (2006)
- Buried in the Sky (2006)
- Cul-de-Sac (2006)
- Calaphais and the Demon Malchance (2007)
- That Certain Day with Magdalen (2007)
- Isolation Point, California (2007)
- Seven Knives (2007)
- The Sewing Room (2007)
- Those Who Came to Dagon (2007)
- Cyrano and the Two Plumes (2008)
- Black Glass Samples (2008)
- You Blundering Idiot You Fucking Failed to Kill Me Again (2008)
- Two Shots from Fly's Photo Gallery (2009)
- All Hangy (2009) with Rudy Rucker
- Welcome to Freedom (excerpt) (2009)
- Just a Suggestion (2009)
- Animus Rights (2009)
- Raise Your Hand If You're Dead (2010)
- Faces in Walls (2010)
- Paper Angels on Fire (2010)
- Bitters (2010)
- Call Girl, Echoed (2011)
- Gunboat Whores (2011)
- Smartbomber (2011)
- The Gun as an Aid to Poetry (2011)
- Under the Plains of Rust (2011)
- Soulglobe (2011)
- Everything Is Broken (2011)
- The Girl with Eyes in the Back of Her Head (2011)
- Hidden Ribbon (2012)
- When Death Wakes Me to Myself (2012)
- Art of Dying (2012)
- Food Chain (2012)
- And When You Called Us We Came to You (2013)
- Meerga (2013)
- A State of Imprisonment (2013)
- Where the Market's Hottest (2013)
- The Kindest Man in Stormland (2013)
- At Home with Azathoth (2014)
- Pearlywhite (2014) with Marc Laidlaw [only as by Mark Laidlaw and John Shirley]
- Loyalty (2014)
- The Witness in Darkness (2014)
- The Initiation of Larry Schor (2014)
- Windows Underwater (2015)
- Weedkiller (2015)
- Red, Green, Blink, Black (2016) with Don Webb
- Just Beyond the Trailer Park (2016)
- Cory for Coriolis (2016)
- Broken on the Wheel of Time (2016)
- The Holy Grace of Cthulhu (2016)
- The Rime of the Cosmic Mariner (2016)
- Nodding Angel (2017)
- Dreams Downstream (2017)
- Tin Warriors (2017, Tie-in zur Predator-Filmserie)

Sachliteratur
- Gurdjieff (2004)
  - Deutsch: Gurdjieff. Leben und Werk. Schirner, Darmstadt 2006, ISBN 3-897-67516-1.

## Filmografie
Drehbücher
- 1987: The Real Ghostbusters (Fernsehserie, 1 Episode)
- 1987–1988: Bravestarr (Fernsehserie, 7 Episoden)
- 1988: RoboCop (Fernsehserie, 3 Episoden)
- 1989: Defenders of the Earth – Die Retter der Erde (Fernsehserie, 1 Episode)
- 1994: The Crow – Die Krähe
- 1995: Star Trek: Deep Space Nine (Fernsehserie, 1 Episode)
- 1996: Poltergeist – Die unheimliche Macht (Fernsehserie, 1 Episode)
- 1996: Sindbads Abenteuer (Fernsehserie, 1 Episode)
- 1996: Red Shoe Diaries (Fernsehserie, 1 Episode)
- 1997: VR.5 (Fernsehserie, 1 Episode)
- 1997: Twists of Terror – Das Grauen lauert überall (TV Movie)
- 1997: Jim Profit – Ein Mann geht über Leichen (Fernsehserie, 1 Episode)
- 1998: Spawn (Fernsehserie, 3 Episoden)
- 1999: The Night of the Headless Horseman (Fernsehfilm)
- 2000: Batman Beyond (Fernsehserie, 1 Episode)
- 2009: Edgar Allan Poe’s Das Grab der Ligeia
- 2012: Iron Man: Armored Adventures (Fernsehserie, 1 Episode)
- 2014–2015: Teenage Mutant Ninja Turtles (Fernsehserie, 3 Episoden)